# مناطق قبرص

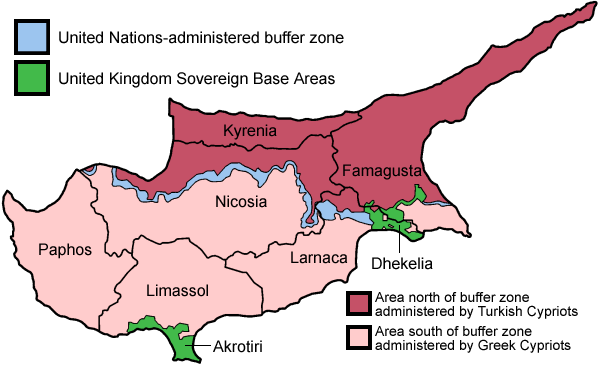
خريطة توضح مناطق قبرص.

تنقسم قبرص إلى ستة مناطق (επαρχίες eparchies) هي كالتالي:
- منطقة فاماغوستا
- منطقة كيرينيا
- منطقة لارنكا
- منطقة ليماسول
- منطقة نيقوسيا
- منطقة بافوس
- مدينة لارنكا[1]
- مدينة غرناطة